# 에이 틴자르 마웅

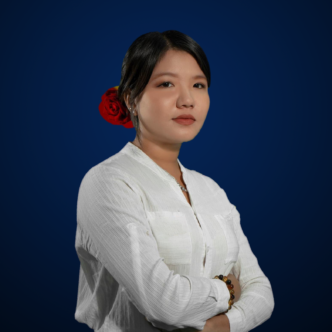

에이 틴자르 마웅(버마어: အိသဉ္ဇာမောင်, 1994년 9월 11일 ~ )은 버마의 사회 운동가, 정치인이다. 현재 국민통합정부의 여성청년아동부 차관이다.
1994년 9월 11일 우 토 토 마웅과 다우 유의 딸로 태어났다. 만달레이 대학교에서 외국어 학과 전문대 학위를 수여 받았다. 2012년부터 사회 운동가로 활동 중이며, 로힝야인 등 소수 민족 문제에 관심을 기울이고 있다. 야다나본 대학교의 학생회장이기도 했다.
2020년 총선거에 파베단 구에 신사회민주당(DPNS) 후보로 출마했으나 낙선했다. 2021년 2월 쿠데타 이후 반독재 시위에 참여하고 있는 중이다.